# Macrocera buskettina
Macrocera buskettina is een muggensoort uit de familie van de Keroplatidae. De wetenschappelijke naam van de soort is voor het eerst geldig gepubliceerd in 2000 door Chandler & Gatt.